# Tiro esportivo nos Jogos Pan-Americanos de 2011 - Carabina deitado 50 m masculino
A competição da carabina deitado 50 m masculino foi um dos eventos do tiro esportivo nos Jogos Pan-Americanos de 2011, em Guadalajara. Foi disputada no Club Cinegético Jalisciense no dia 19 de outubro.
Em Guadalajara, os americanos não ficaram com as duas primeiras colocações como nos Jogos Pan-Americanos de 2007, mas conquistaram o ouro e o bronze nesse evento. A prata ficou com o argentino Alex Suligoy.

## Calendário
Horário local (UTC-6).
| Data          | Horário | Fase         |
| ------------- | ------- | ------------ |
| 19 de outubro | 9:00    | Qualificação |
| 19 de outubro | 12:00   | Final        |

## Medalhistas
| Ouro   | USA Michael McPhail |
| Prata  | ARG Alex Suligoy    |
| Bronze | USA Jason Parker    |

## Resultados

### Qualificação
Participaram da competição 28 atiradores. Para a final, se classificaram os 8 melhores.
| Pos. | Atirador          | País                         | 1   | 2   | 3   | 4   | 5   | 6   | Total | Obs.              |
| ---- | ----------------- | ---------------------------- | --- | --- | --- | --- | --- | --- | ----- | ----------------- |
| 1    | Michael McPhail   | USA Estados Unidos           | 98  | 99  | 99  | 98  | 98  | 99  | 591   | Q                 |
| 2    | Alex Suligoy      | ARG Argentina                | 98  | 100 | 99  | 100 | 98  | 95  | 590   | Q                 |
| 3    | Ángel Velarte     | ARG Argentina                | 99  | 99  | 97  | 99  | 99  | 96  | 589   | Q                 |
| 4    | Blás Ruiz         | MEX México                   | 99  | 99  | 97  | 99  | 99  | 96  | 589   | Q                 |
| 5    | Jason Parker      | USA Estados Unidos           | 98  | 98  | 97  | 97  | 99  | 99  | 588   | Q                 |
| 6    | Ned Gerard        | ISV Ilhas Virgens Americanas | 98  | 98  | 98  | 99  | 98  | 97  | 588   | Q                 |
| 7    | Gonzalo Moncada   | CHI Chile                    | 100 | 99  | 100 | 94  | 96  | 98  | 587   | Q                 |
| 8    | Julio Iemma       | VEN Venezuela                | 96  | 98  | 98  | 95  | 98  | 100 | 585   | Q, Shoot-off 51.9 |
| 9    | Elias San Martín  | CHI Chile                    | 98  | 97  | 99  | 94  | 99  | 98  | 585   | Shoot-off 48.9    |
| 10   | Michel Dion       | CAN Canadá                   | 98  | 95  | 98  | 94  | 98  | 99  | 582   |                   |
| 11   | Johannes Sauer    | CAN Canadá                   | 93  | 96  | 98  | 98  | 98  | 98  | 581   |                   |
| 12   | Mauro Salles      | BRA Brasil                   | 95  | 98  | 96  | 98  | 97  | 97  | 581   |                   |
| 13   | José Luis Sánchez | MEX México                   | 97  | 99  | 97  | 97  | 95  | 95  | 580   |                   |
| 14   | Marlon Pérez      | GUA Guatemala                | 95  | 97  | 98  | 100 | 96  | 94  | 580   |                   |
| 15   | Bruno Heck        | BRA Brasil                   | 97  | 98  | 97  | 96  | 94  | 97  | 579   |                   |
| 16   | César Tobón       | COL Colômbia                 | 97  | 96  | 97  | 98  | 95  | 96  | 579   |                   |
| 17   | Guido Farfán      | PER Peru                     | 98  | 97  | 99  | 95  | 94  | 95  | 578   |                   |
| 18   | Raúl Vargas       | VEN Venezuela                | 96  | 95  | 96  | 99  | 97  | 95  | 578   |                   |
| 19   | Maykel Guerra     | CUB Cuba                     | 97  | 98  | 94  | 96  | 97  | 95  | 577   |                   |
| 20   | Cristian Morales  | BOL Bolívia                  | 97  | 93  | 98  | 95  | 100 | 94  | 577   |                   |
| 21   | Reynier Estopiñan | CUB Cuba                     | 95  | 97  | 97  | 95  | 96  | 96  | 576   |                   |
| 22   | Hosman Durán      | DOM República Dominicana     | 95  | 96  | 98  | 96  | 96  | 95  | 576   |                   |
| 23   | Rafael Espinoza   | ESA El Salvador              | 96  | 97  | 98  | 97  | 95  | 93  | 576   |                   |
| 24   | Walter Martínez   | NCA Nicarágua                | 93  | 93  | 97  | 96  | 99  | 95  | 573   |                   |
| 25   | Alexander Rivera  | PUR Porto Rico               | 96  | 96  | 99  | 96  | 91  | 93  | 571   |                   |
| 26   | David D'Achiardi  | COL Colômbia                 | 92  | 95  | 96  | 95  | 93  | 95  | 566   |                   |
| 27   | Daniel Vizcarra   | PER Peru                     | 96  | 94  | 95  | 97  | 96  | 49  | 527   | DNF               |
|      | Octavio Sandoval  | GUA Guatemala                | –   | –   | –   | –   | –   | –   | –     | DNS               |

### Final
| Pos.              | Atirador            | Qualificação | 1    | 2    | 3    | 4    | 5    | 6    | 7    | 8    | 9    | 10   | Final | Total | Obs. |
| ----------------- | ------------------- | ------------ | ---- | ---- | ---- | ---- | ---- | ---- | ---- | ---- | ---- | ---- | ----- | ----- | ---- |
| Medalha de ouro   | USA Michael McPhail | 591          | 9.9  | 10.5 | 9.7  | 10.3 | 10.5 | 10.8 | 10.8 | 9.5  | 10.4 | 9.8  | 102.2 | 693.2 |      |
| Medalha de prata  | ARG Alex Suligoy    | 590          | 9.8  | 10.4 | 10.4 | 8.7  | 9.9  | 10.2 | 10.5 | 10.6 | 10.9 | 10.1 | 101.5 | 691.5 |      |
| Medalha de bronze | USA Jason Parker    | 588          | 10.0 | 10.9 | 10.9 | 10.2 | 10.4 | 9.5  | 10.0 | 10.4 | 10.4 | 10.1 | 102.8 | 690.8 |      |
| 4                 | MEX Blás Ruiz       | 589          | 10.4 | 9.9  | 9.9  | 9.9  | 10.7 | 10.1 | 10.2 | 9.3  | 10.4 | 10.3 | 101.1 | 690.1 |      |
| 5                 | ARG Ángel Velarte   | 589          | 9.7  | 10.5 | 9.6  | 10.3 | 10.7 | 10.2 | 9.7  | 9.4  | 10.1 | 10.1 | 100.3 | 689.3 |      |
| 6                 | ISV Ned Gerard      | 588          | 10.0 | 9.2  | 9.8  | 10.8 | 9.6  | 10.6 | 10.5 | 10.1 | 10.4 | 9.8  | 100.8 | 688.8 |      |
| 7                 | VEN Julio Iemma     | 585          | 9.5  | 10.7 | 10.4 | 9.7  | 10.7 | 10.4 | 9.5  | 10.2 | 9.9  | 10.6 | 101.6 | 686.6 |      |
| 8                 | CHI Gonzalo Moncada | 587          | 9.5  | 10.0 | 10.5 | 9.5  | 0.0  | 10.2 | 10.5 | 10.5 | 10.3 | 10.0 | 91.0  | 678.0 |      |